# Cladosporium arthropodii
Cladosporium arthropodii är en svampart som beskrevs av K. Schub. & C.F. Hill 2006. Cladosporium arthropodii ingår i släktet Cladosporium och familjen Davidiellaceae.   Inga underarter finns listade i Catalogue of Life.